# Casaforte Passerin d'Entrèves
La casaforte Passerin d'Entrèves (pron. fr. AFI: [pasørɛ̃ dɑ̃tʁɛv]) è una casaforte medievale che sorge al centro del borgo di Entrèves, nel comune di Courmayeur, in Valle d'Aosta. Prende il nome dalla famiglia dei Passerin d'Entrèves et Courmayeur, ramo dei Passerin, che l'abita tuttora. La struttura pertanto non è visitabile.

## Storia

La casaforte in una foto della prima metà del Novecento (Carlo Nigra)

La casaforte Passerin d'Entrèves venne costruita per volere di Jean de Curia Majori (forse de la Cour) nel 1351. Nel primo documento che ne attesti l'esistenza, Huguenot de Curia Majori, figlio di Jean, mette a disposizione degli inviati dei Savoia la casaforte, per le Udienze generali dello stesso anno. Nel documento, Ugoneto riferisce di consegnarla per la prima volta in quella occasione perché appena costruita dal padre.
La storia della casaforte è legata a quella del feudo di Courmayeur e di Entrèves, che appartenne dal 1359 a Giovanni de Curia Majori per investitura di Amedeo VI di Savoia e circa nel 1420 venne ereditato via matrimonio da Yblet de Sarriod d'Introd. A partire dal 1562, Roux Favre, vicebalivo di Aosta, lo acquistò dai fratelli Sarriod d'Introd François, Louis e Jean-Antoine.
Nel 1631, la casaforte passò in mano ai Roncas, marchesi di Caselle.
A dispetto del toponimo, i Passerin entrarono in possesso della casaforte che porta il loro nome solo nel 1711; da allora fa parte dei beni di famiglia.
Il cognome dei Passerin è stato trasmesso anche ad altre proprietà di famiglia: il Castello Passerin d'Entrèves di Châtillon e il castello Passerin d'Entrèves di Saint-Christophe.

## Descrizione
La casaforte fu costruita nel XIV secolo come casaforte rurale, diventando col tempo dimora aristocratica. I primi cambiamenti si ebbero per volere del nobile Roux Favre che, divenuto signore di Courmayeur, la fece ricostruire quasi completamente.

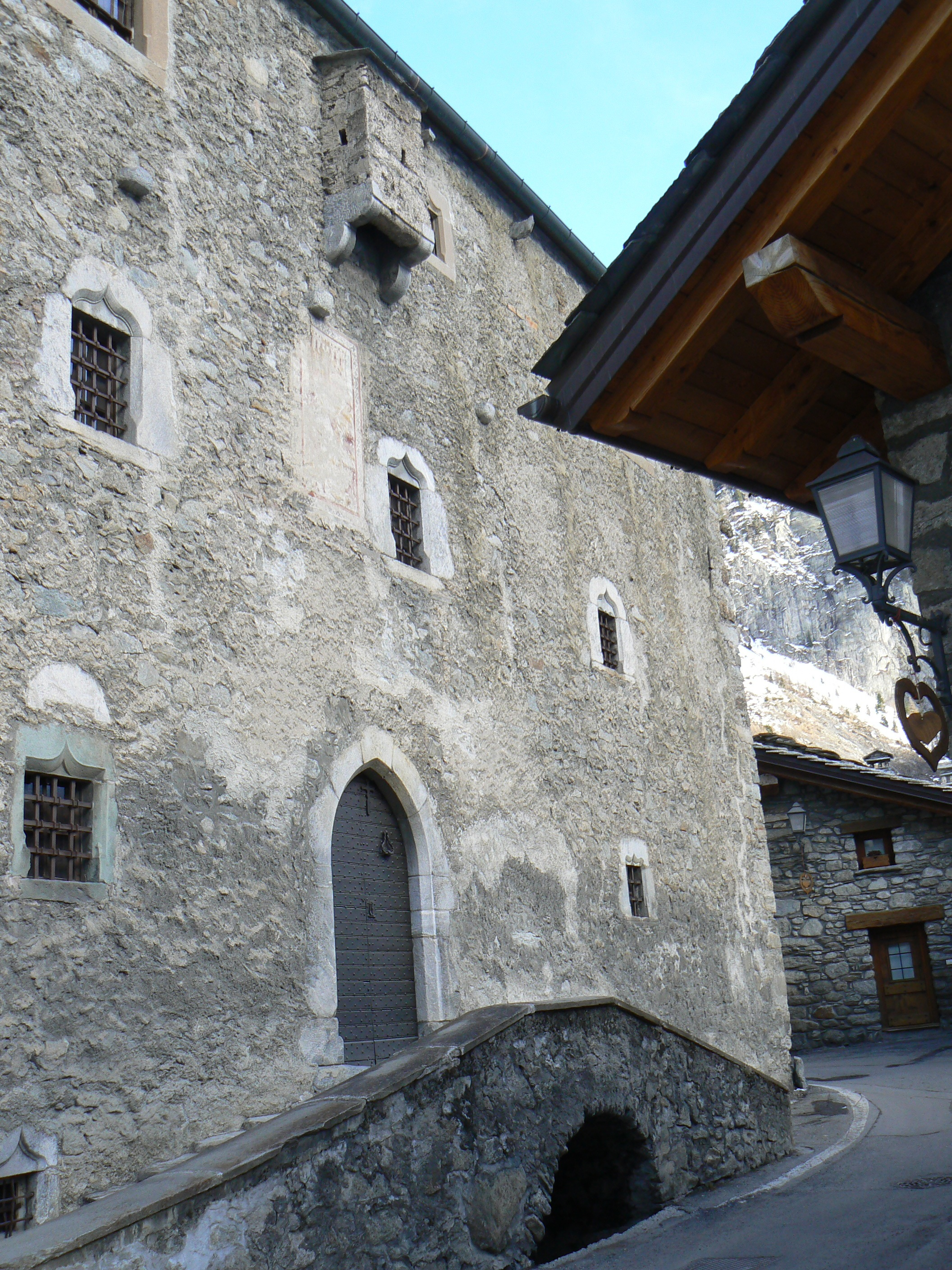
La facciata attuale (nel 2013)

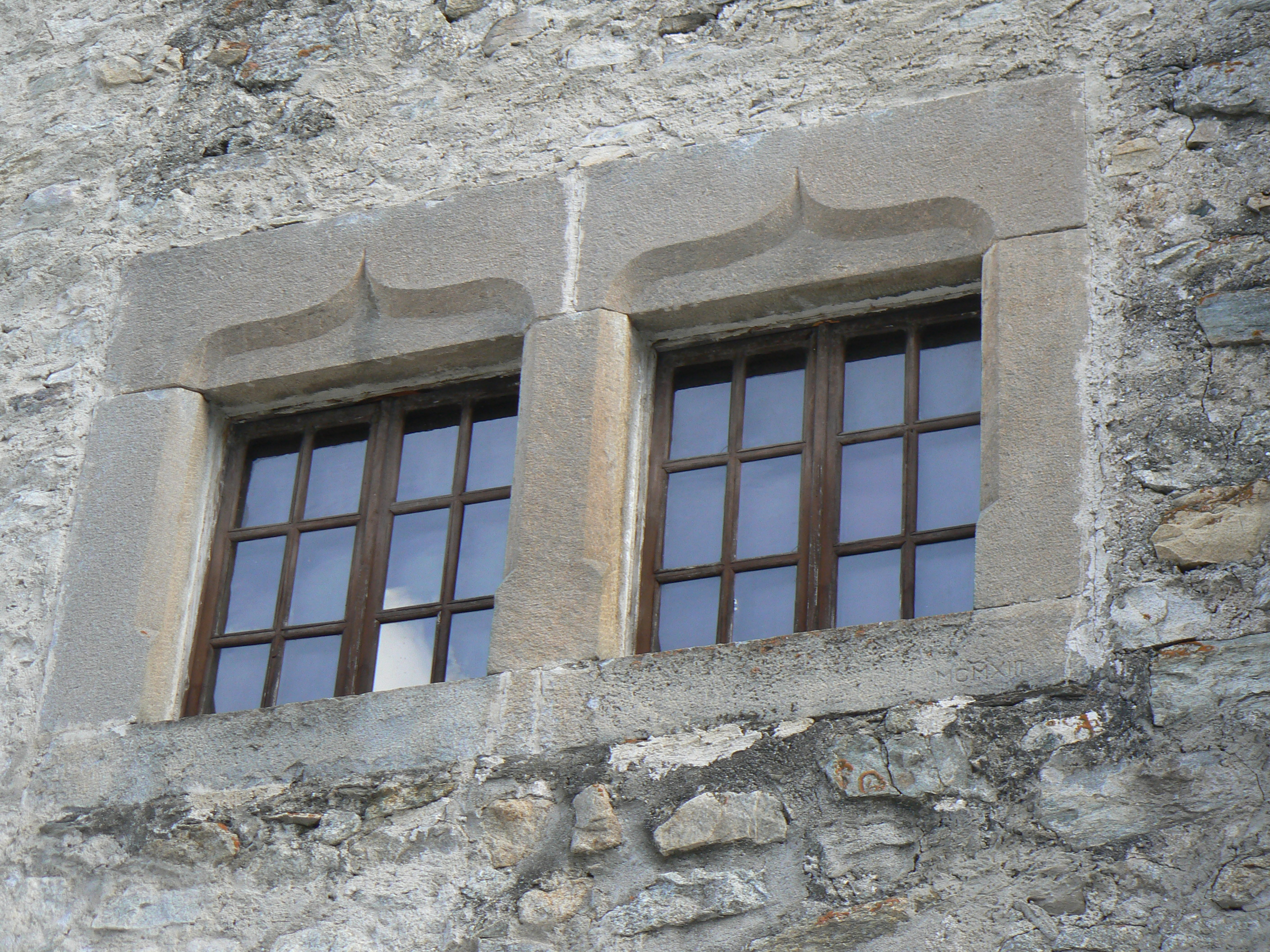
Finestre in stile valdostano aggiunte durante il "restauro integrativo" della seconda metà del Novecento

Così la descrive l'architetto Carlo Nigra: 
Agli inizi del '900, poi dopo la seconda guerra, con l'accrescersi del prestigio di Entrèves, in concomitanza con l'aumento del flusso turistico, la casaforte venne abbellita e trasformata sia negli interni che negli esterni, anche con elementi non originali: le finestre in pietra decorate con il tipico motivo della chiglia rovesciata sono un rifacimento, secondo i dettami di un "restauro integrativo" in voga all'epoca, che ha lasciato evidenti tracce anche nel castello di Introd e nel castello di Saint-Pierre.

### Interni
All'interno della casaforte si accede ai piani superiori attraverso uno scalone a chiocciola (antiorario), mentre l'accesso ad alcune stanze è decorato da archi ogivali.